# Ahmed Sababti
Ahmed Sababti (Merksem, 10 dicembre 1985) è un giocatore di calcio a 5 belga.

## Carriera
Cresciuto nel settore giovanile del Borgerhout, Sababti debutta non ancora maggiorenne in prima squadra e, pochi mesi più tardi, anche nella nazionale maschile di calcio a 5 del Belgio. Con la fusione tra Borgerhout e Forcom, avvenuta nell'estate del 2007, Sababti passa al neonato FT Anversa, a cui legherà – quasi per intero – il resto della sua carriera, conquistando un campionato belga e una coppa nazionale. Tra il 2015 e il 2017 gioca per l'Halle-Gooik, con cui vince altri due campionati e una seconda coppa. Nel febbraio 2021, sfruttando la sospensione del campionato nazionale in seguito alla Pandemia di COVID-19, disputa la sua unica esperienza all'estero, militando per alcuni mesi con il Real San Giuseppe, compagine campana neopromossa in Serie A. In totale, Sababti ha disputato 108 incontri con i diavoli rossi, realizzando 34 reti.

## Palmarès
- Campionato belga: 3
FT Anversa: 2011-12
Halle-Gooik: 2015-16, 2016-17
- Coppa del Belgio: 2
FT Anversa: 2010-11
Halle-Gooik: 2015-16